# Calvaire Cemetery
Calvaire Cemetery is een Britse militaire begraafplaats met gesneuvelden uit de Eerste Wereldoorlog, gelegen in de Franse gemeente Montbrehain (departement Aisne). De begraafplaats werd ontworpen door William Cowlishaw en ligt aan de Rue du Cimetière op 500 m ten noordwesten van het centrum (gemeentehuis). Ze heeft een rechthoekig grondplan (de zuidelijke zijde heeft een naar buiten gerichte knik) met een oppervlakte van ruim 630 m² en wordt omsloten door een bakstenen muur, afgedekt met witte boordstenen. Het Cross of Sacrifice staat dicht bij de zuidelijke muur. Een eenvoudig traliehek geeft toegang tot de begraafplaats. De begraafplaats wordt onderhouden door de Commonwealth War Graves Commission.
Er liggen 71 doden begraven waaronder 16 niet geïdentificeerde.

## Geschiedenis
Montbrehain werd op 3 oktober 1918 door drie bataljons van de Sherwood Foresters van de 46th Division ingenomen, maar zij konden het niet vasthouden. Twee dagen later werd de gemeente veroverd door de 21st en de 24th Australian Infantry Battalions. Calvaire Cemetery is vernoemd naar een kruisbeeld dat zich in de buurt van de zuidwestelijke hoek van de begraafplaats bevindt.
Onder de geïdentificeerde slachtoffers zijn er 14 Britten en 41 Australiërs. Alle slachtoffers stierven tussen 30 september en 19 oktober 1918.

### Onderscheiden militairen
- sergeant Reginald Sydney Davies en korporaal Ernest Leslie Ford, beide dienend bij de Australian Infantry, A.I.F. werden onderscheiden met de Distinguished Conduct Medal (DCM).
- sergeant Eric Falconer Read (Australian Pioneers) en soldaat J.W. Blankenberg (Australian Infantry, A.I.F.) werden onderscheiden met de Military Medal (MM).